# Кхуэной (приток Нана)
Кхуэно́й (тайск. แม่น้ำแควน้อย, чит. «мэнамкхвэной», букв. «малый приток») — река на севере Таиланда, в провинции Пхитсанулок. Эта река одноимённа другой более известной реке в провинции Канчанабури. Длина реки — 185 км.

## Этимология
Название реки состоит из двух частей: кхуэ (тайск. แคว) — приток и ной (тайск. น้อย) — маленький.

## География
Исток реки расположен в горах района Чаттракан провинции Пхитсанулок, на территории национального парка Намтокчаттракан. Русло проходит по сельскохозяйственным угодьям района Чаттракан, и далее через районы Ватбот, Вангтхонг и Пхромпхирам. После этого Кхуэной впадает в реку Нан на территории ампхе Мыанг Пхитсанулок. Кхуэной является частью бассейна реки Чаупхрая, которая впадает в Сиамский залив.

## История
В прошлом река Кхуэной была важной для жителей провинции Пхитсанулок и её окрестностей транспортной артерией.
Эта река вместе с более крупной рекой Нан играла важную роль для местных жителей, и прибрежный образ жизни оказал большое влияние на региональные традиции и культуру.

## Притоки
Главные притоки Кхуэноя:
- Омсинг
- Фуа

## Проект дамбы Кхуэной
Из-за изменения климата в наши дни река выходит из берегов во время сезона дождей, нанося ущерб сельскохозяйственным угодьям и принося слишком много воды в реку Нан. В сухой сезон слишком низкий уровень воды становится причиной засухи, которая так же вредит сельскому хозяйству региона. Из-за этого, по указу короля в ампхе Ватбот была начата работа над дамбой Кхуэной. Строительство было завершено в 2008 году.